# Sitona humeralis
Sitona humeralis es una especie de escarabajo del género Sitona, familia Curculionidae. Fue descrita científicamente por Stephens en 1831.
Se distribuye por Europa. Habita en Reino Unido, Suecia, Alemania, Francia, Países Bajos, Austria, Estonia, Ucrania, Serbia, Luxemburgo, Eslovaquia, Dinamarca, Italia, Hungría, Rusia, Grecia (Macedonia), Kazajistán, Portugal, Bulgaria, Suiza, Checa, Noruega, Eslovenia, Turkmenistán, Bélgica, Bielorrusia, Argelia, España, Finlandia, Liechtenstein, Montenegro y Turquía. Introducida en América del Norte.
Mide 3,4-5,1 milímetros de longitud. Posee ojos grandes y convexos, pronoto transverso, élitros con fuertes ángulos humerales, escamas grises, amarillentas o marrones. El adulto hiberna, la oviposición ocurre en la primavera, el huevo mide aproximadamente 0,41 milímetros de diámetro. El proceso de embriogénesis dura entre 10 y 14 días. Las larvas pasan por 4 estadios y la pupa ocurre en mayo.
Se alimenta de tréboles. Los adultos se mantiene activos durante el calentamiento invernal y se alimentan, también copulan.

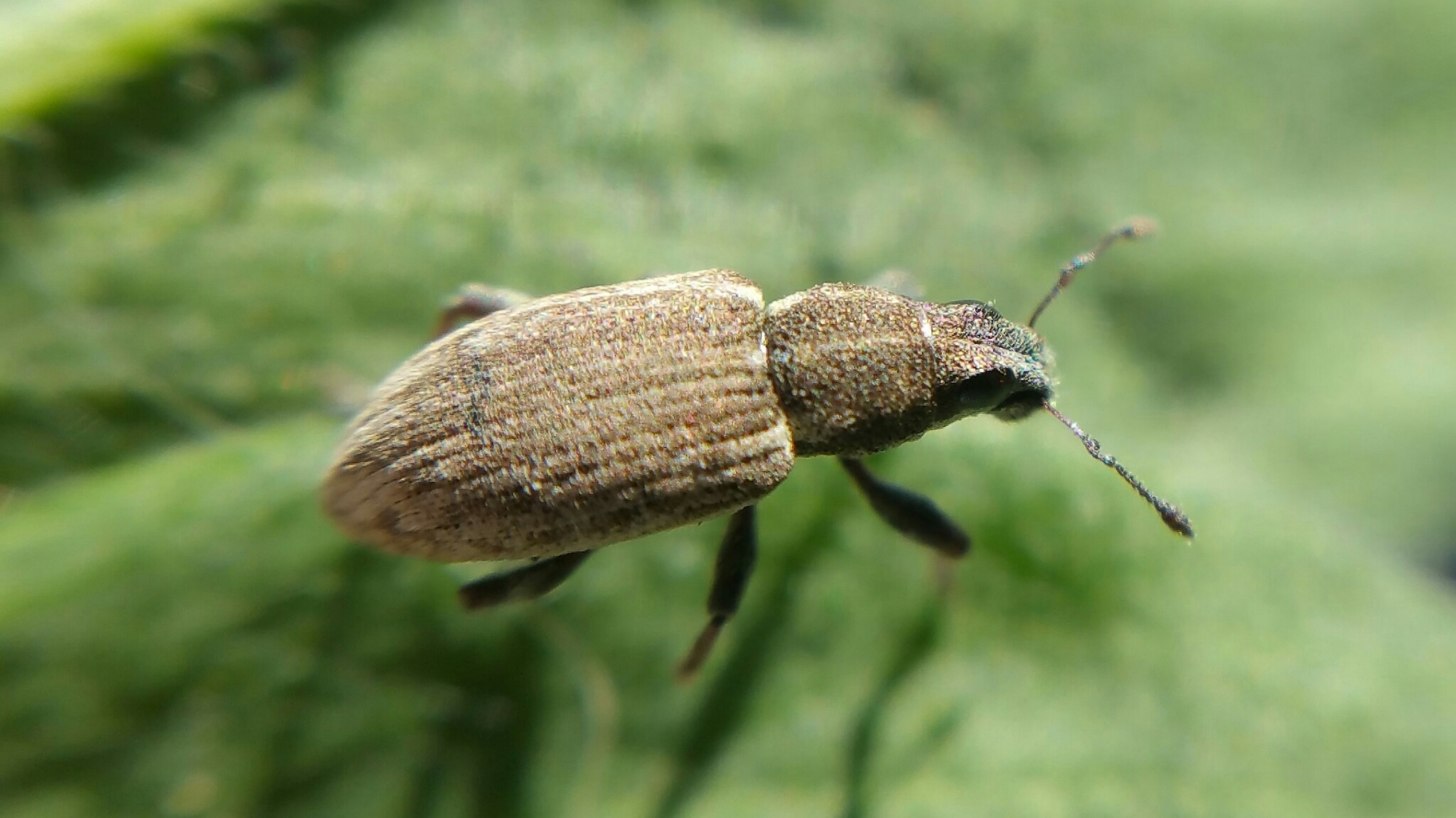
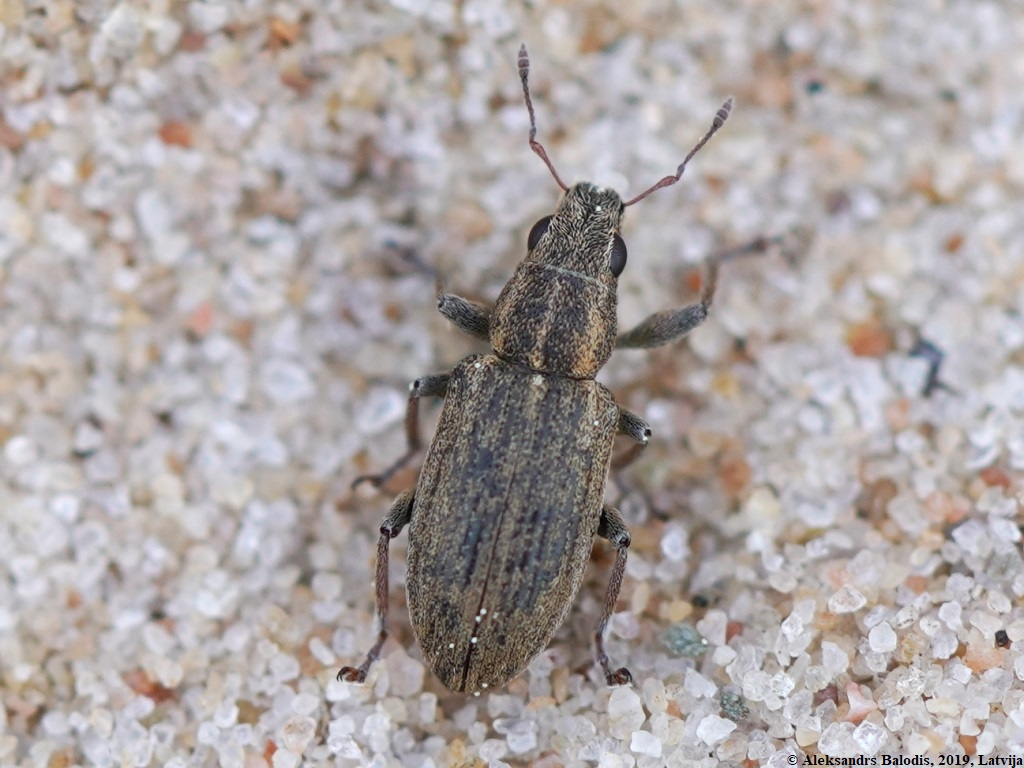
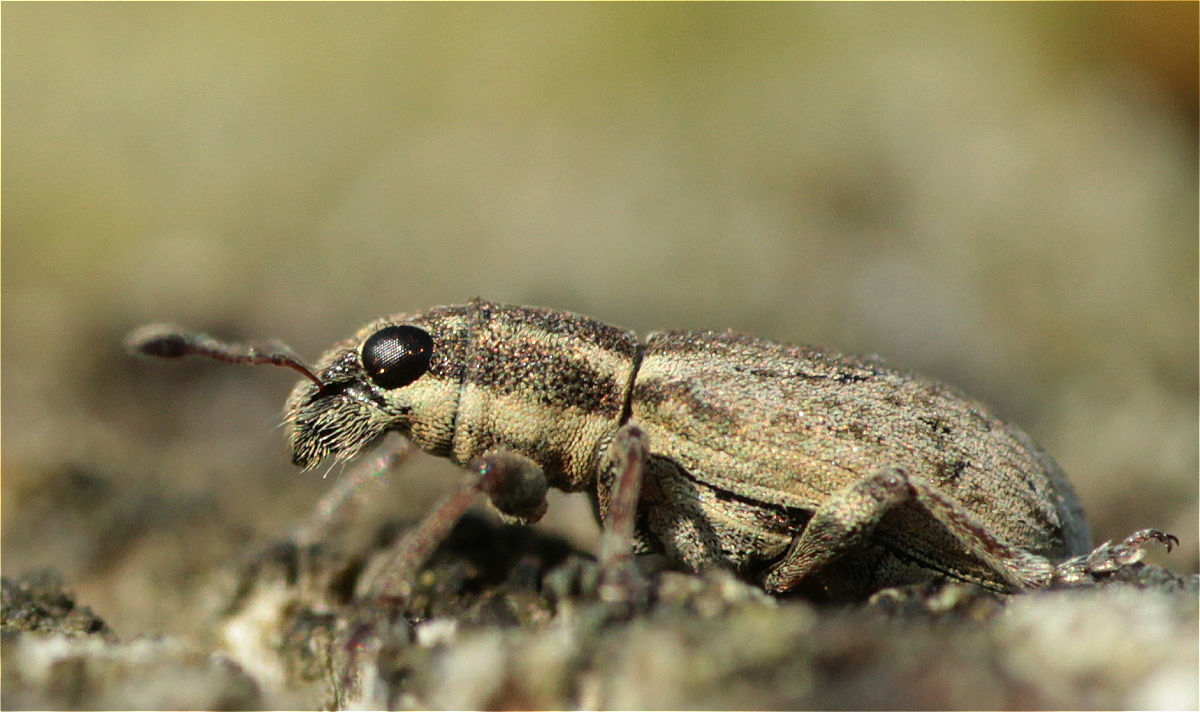
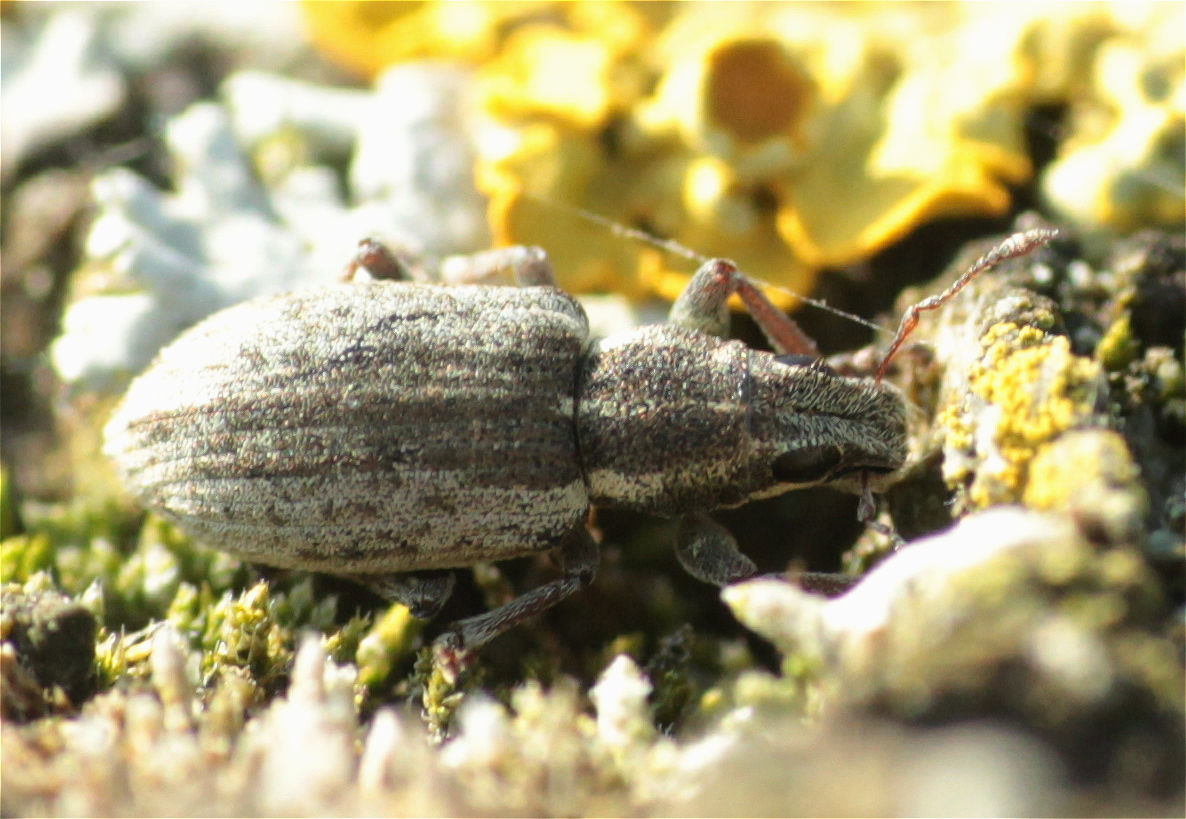